# Artificiell intelligens

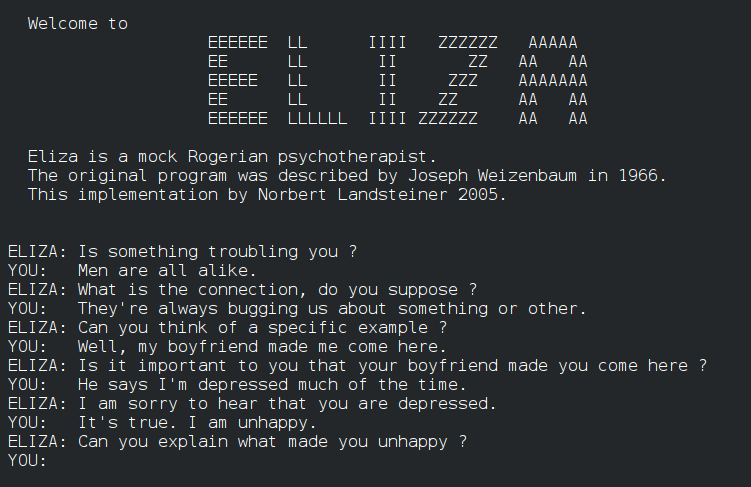
Chatboten ELIZA från 1966 fick människor att konversera som med en psykoterapeut (här i en implementation från 2005).

Artificiell intelligens (AI) eller maskinintelligens är förmågan hos datorprogram och robotar att efterlikna människors och andra djurs naturliga intelligens, främst kognitiva funktioner såsom förmåga att lära sig saker av tidigare erfarenheter, förstå naturligt språk, lösa problem, planera en sekvens av handlingar och att generalisera. Det är också namnet på det akademiska studieområde som studerar hur man skapar datorprogram med intelligent beteende. Exempel på äldre delområde och metodik är expertsystem, medan mer aktuella delområden är maskininlärning, databrytning (datamining), datorseende, stora språkmodeller och generativ AI. Exempel på tillämpningsområden är maskinläsning, röststyrning, maskinöversättning, chattbotar, digitala assistenter, business intelligence, ansiktsigenkänning, deepfake, självkörande bilar och autonoma vapensystem.
Många AI-forskare och AI-läroböcker definierar området som ”studiet och utformningen av intelligenta agenter”, där en intelligent agent är ett system som uppfattar sin omgivning och vidtar åtgärder som maximerar sina chanser att framgångsrikt uppnå sina mål. John McCarthy, som myntade begreppet 1956, definierar det som ”vetenskapen och tekniken att skapa intelligenta maskiner”. De främsta problemen (eller målen) för AI-forskningen är bland annat: resonemang, kunskap, planering, inlärning, naturlig språkbearbetning (kommunikation), perception och förmåga att flytta och manipulera objekt.
Artificiell generell intelligens (AGI), stark AI och artificiellt medvetande(en) är fortfarande hypotetiska och långsiktiga mål för forskningen. Dagens AI är applikationsspecifik.
AI-forskningen är mycket teknisk och specialiserad, och djupt splittrad i delfält som ofta helt saknar kontakt med varandra. Till en del beror delningen på sociala och kulturella faktorer. Delområden har vuxit upp kring särskilda institutioner och enskilda forskares projekt. AI-forskningen är också kluven av flera tekniska frågor. Vissa delområden fokuserar på att lösa specifika problem. Andra är inriktade på en av flera möjliga metoder, på användningen av ett visst verktyg eller på att utföra speciella tillämpningar. Metoder som är vanliga för närvarande är statistiska metoder, beräkningsintelligens och traditionell symbolisk AI. Inom maskininlärning har på senare år artificiella neurala nätverk och djupinlärning fått uppmärksamhet. Det finns ett stort antal verktyg som används i AI, inklusive versioner av sökning och matematisk optimering, logik, metoder baserade på sannolikheter och ekonomi, och många andra. AI-forskningen är tvärvetenskaplig, det vill säga att flera olika vetenskapsdiscipliner och yrken konvergerar, till exempel datavetenskap, matematik, psykologi, lingvistik, filosofi och neurovetenskap samt andra specialiserade områden, som artificiell psykologi.
Forskningsområdet grundades på påståendet att en central egenskap hos människan, nämligen intelligens, "går att beskrivas exakt, vilket gör det möjligt för en maskin att simulera den." Detta väcker filosofiska frågor om själen och om etiken kring att skapa konstgjorda varelser utrustade med människoliknande intelligens, frågor som har tagits upp i myter, fiktion och filosofi sedan antiken. AI har varit föremål för en enorm optimism, men har också drabbats av häpnadsväckande motgångar. I dag har AI blivit en viktig del av teknikindustrin och utför de tyngsta uppgifterna kring många av de mest utmanande problem inom datavetenskap.

## Historik
Mer detaljerad historik finns i engelska Wikipedia: Historik, Framsteg, Tidslinje
Tänkande maskiner och artificiella varelser dyker upp i grekiska myter, såsom Hefaistos guldrobotar och Pygmalions Galatea. Människoliknande enheter som troddes ha intelligens byggdes i varje större civilisation: animerade kultbilder dyrkades i Egypten samt Grekland och humanoida automater byggdes av Yan Shi, Heron och Al Jazari. Under 1800- och 1900-talet hade artificiella varelser blivit ett vanligt inslag i fiktion, som i Mary Shelleys Frankenstein eller Karel Čapeks R.U.R. (Rossum Universal Robots). Författaren Pamela McCorduck hävdar att alla dessa gestalter är exempel på en gammal drift, som hon beskriver det, "att skapa gudarna". Berättelser om dessa varelser och deras öden beskriver många av samma förhoppningar, rädslor och etiska frågor som presenteras av AI.
"Formella" resonemang har utvecklats av filosofer och matematiker sedan antiken. Studier om logiska operationer ledde direkt till uppfinningen av den programmerbara digitala elektroniska datorn, baserat på arbete av matematikern Alan Turing och andra. Turings teori om beräkningar föreslog att en maskin, genom att blanda symboler så enkelt som "0" och "1", kan simulera varje tänkbar handling av matematisk deduktion. Turings vetenskapliga artikel från 1950 vid namn Computing Machinery and Intelligence kristalliserade idén om AI och i den ställde han frågan: "Kan maskiner tänka?". Detta, tillsammans med samtida upptäckter inom neurologi, informationsteori och cybernetik, inspirerade en liten grupp forskare att börja allvarligt överväga möjligheten att bygga en elektronisk hjärna.
Forskningsområdet AI bildades vid en konferens på universitetsområdet på Dartmouth College sommaren 1956. Deltagarna var John McCarthy, Marvin Minsky, Claude Shannon, Ray Solomonoff, Allen Newell, Herbert Simon, Arthur Samuel, Oliver Selfridge, Nathaniel Rochester och Trenchard More. De blev ledarna inom AI-forskningen under många decennier. De och deras elever skrev program som var, för de flesta människor, helt enkelt häpnadsväckande; datorer vann i damspel, löste ordproblem i algebra, bevisade logiska satser och talade engelska. I mitten av 1960-talet var forskningen i USA starkt finansierat av Department of Defense och laboratorier hade upprättats runt om i världen. AI:s grundare var djupt optimistiska om framtiden för det nya fältet. Herbert Simon förutspådde att "maskiner kommer att kunna, inom tjugo år, att göra alla arbeten en människa kan göra" och Marvin Minsky höll med och skrev "inom en generation ... problemet med att skapa AI kommer i huvudsak att lösas".
De hade misslyckats med att erkänna svårigheten med problem de stod inför. År 1974, som svar på kritiken från James Lighthill och pågående påtryckningar från den amerikanska kongressen för att finansiera mer produktiva projekt, avbröt de amerikanska och brittiska regeringarna all oriktad grundforskning i AI. De kommande åren skulle senare komma att kallas en "AI-vinter", en period då finansieringen för AI-projekt var svåra att hitta.
I början av 1980-talet, skedde en tillfällig renässans för AI-forskningen; den kommersiella framgången för expertsystem, en form av AI-program som simulerade kunskaper och analytiska färdigheter av en eller flera mänskliga experter. År 1985 hade marknaden för AI nått över en miljard dollar. Samtidigt hade Japans femte generations datorprojekt inspirerat de amerikanska och brittiska regeringarna att återuppta finansieringen av akademisk forskning på området. Men med kollapsen av marknaden för Lisp-maskiner 1987, föll AI återigen i vanrykte, och en andra, längre AI-vinter började.
Under 1990-talet och i början av 2000-talet, uppnådde denna äldre typ av AI sina största framgångar, om än något bakom kulisserna. Artificiell intelligens används för logistik, databrytning, medicinsk diagnos och många andra områden inom hela teknologiindustrin. Framgången berodde på flera faktorer: den ökande datorkraften av datorer (Moores lag), en större betoning på att lösa specifika delproblem, inrättandet av nya band mellan AI och andra områden som arbetar med liknande problem, och ett nytt åtagande från forskare till fasta matematiska metoder och rigorösa vetenskapliga standarder.
Den 11 maj 1997 blev Deep Blue den första schackspelsdatorn som slog den regerande världsmästaren i schack, Garry Kasparov. I en uppvisningsmatch i Jeopardy! i februari 2011, besegrade IBM:s frågebesvarande system, Watson, de två största Jeopardy-mästarna, Brad Rutter och Ken Jennings, med stor marginal. I mars 2016 vann AlphaGo 4 av 5 matcher av Go i en match mot Go-mästaren Lee Sedol, vilket resulterade i att AlphaGo blev det första datorbaserade Go-spelsystem att slå en professionell Go-spelare utan handikapp.
Kinect, som producerar ett gränssnitt för kroppsrörelse i 3D för Xbox 360 och Xbox One, samt digitala assistenter i smartphones, använder algoritmer som utvecklats av många år av AI-forskning.

### AI-tekniker
Under 2010-talet har AI-tekniker som maskininlärning och djupinlärning gjort stora framsteg och blivit vanligare.

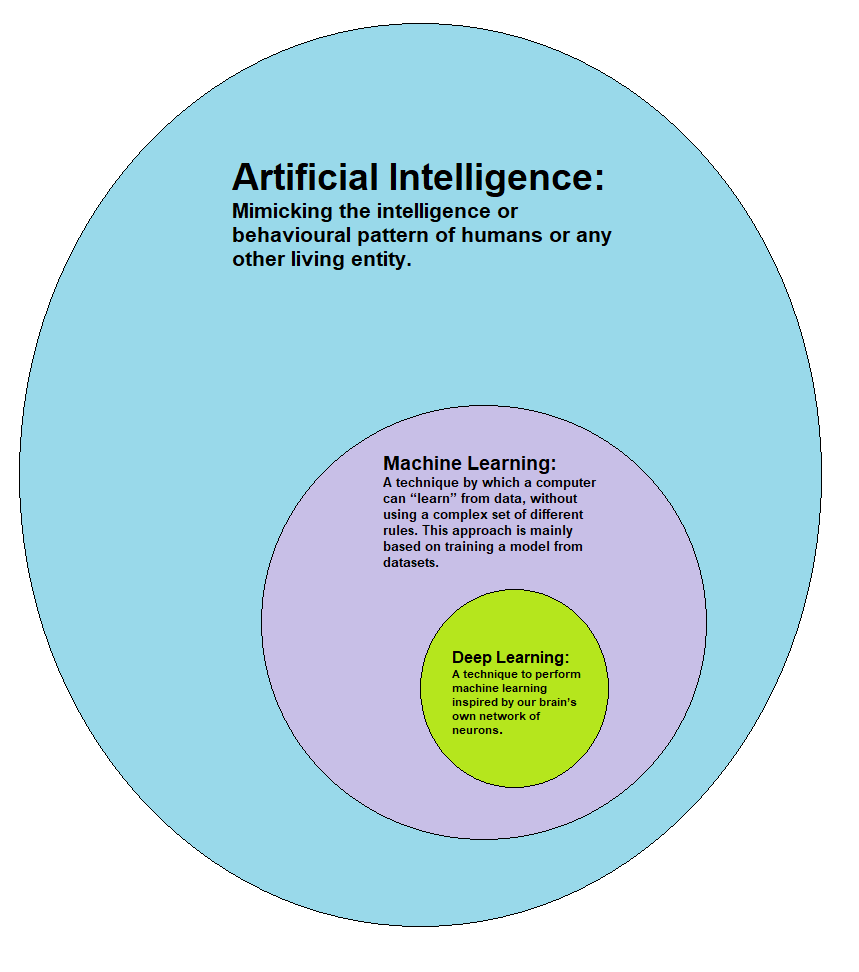
Bilden visar hur djupinlärning är en underkategori av maskininlärning och hur maskininlärning är en underkategori av artificiell intelligens.

### AI-pionjärer
Det finns många forskare som har bidragit till utvecklingen av AI, några nämnvärda personer bortsett från de forskare som deltog i Dartmouth-konferensen (AI-grundarna) är Geoffrey Hinton, Yann LeCun och Yoshua Bengio.

### AI-vinter
AI-vinter är en period av minskad finansiering och intresse för AI-forskning. Termen myntades 1984 av American Association for Artificial Intelligence, i analogi med idén om en Atomvinter. Det fanns två stora AI-vintrar, 1974–1980 och 1987–1993 och flera mindre episoder. Området har dessutom upplevt flera hajp-perioder.

## Medvetande
Det finns inga objektiva kriterier för att veta om en intelligent agent är kännande; att den har medvetna upplevelser. Vi utgår från att andra människor har det, eftersom vi själva har det och andra säger att de har det, men det är bara ett subjektivt beslut. Avsaknaden av några hårda kriterier kallas "hårda problemet" i teorin om medvetandet. Problemet gäller inte bara för andra människor, men också för mer intelligenta djur och AI agenter.

## Snäv AI

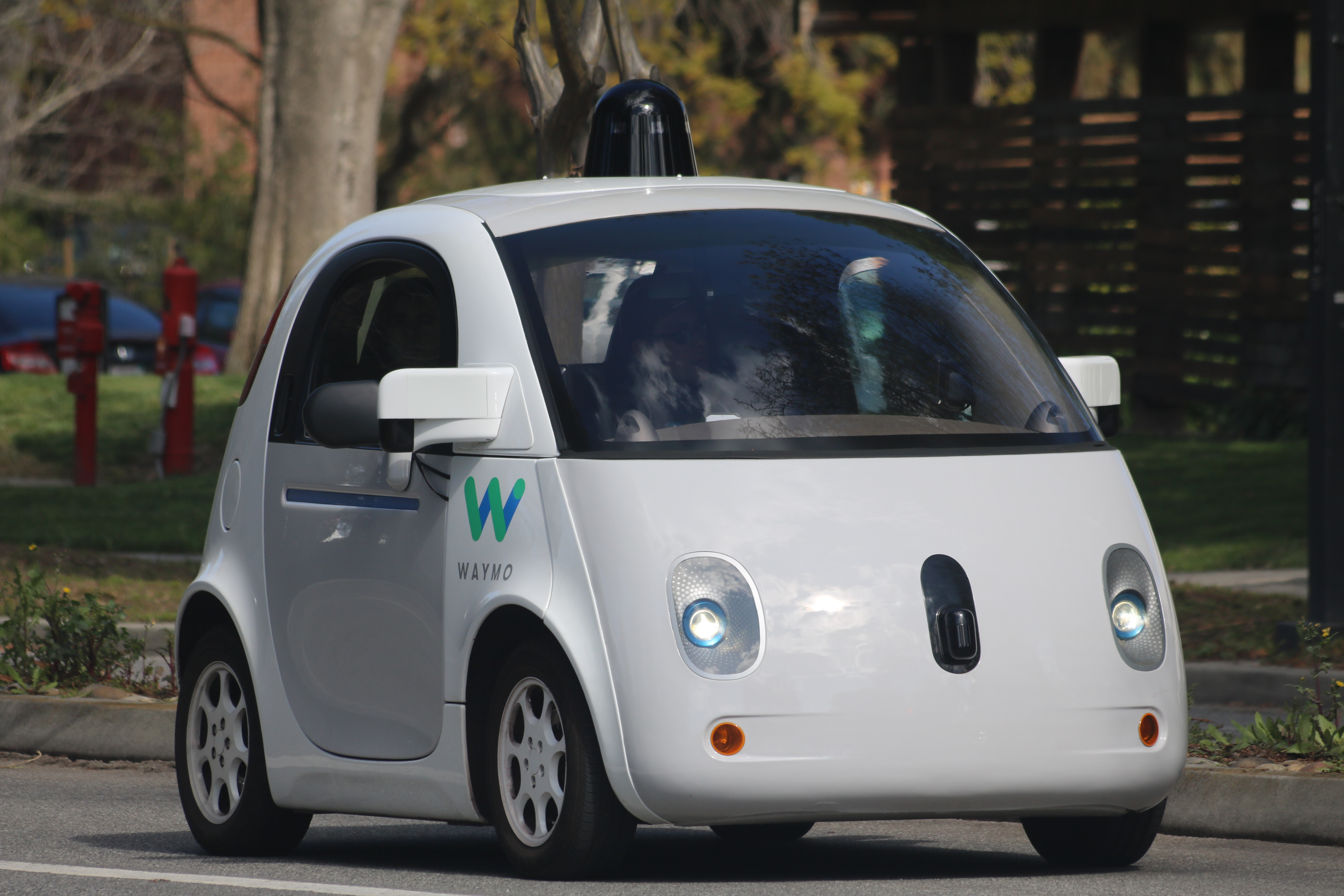
Det Alphabet-ägda dotterbolaget Waymo är ett självkörande bil- och teknikföretag. Bilen är utrustad med snäv AI.

Snäv AI (svag AI, narrow AI, weak AI, applied AI) är AI som inte uppvisar människo-lik intelligens inom alla områden. Snäv AI avser all AI som existerar idag (2019), och används inom bland annat strategidatorspel, språköversättning, självkörande bilar och bildigenkänning.

## Artificiell generell intelligens
Artificiell generell intelligens (artificial general intelligence, AGI) är en hypotetisk AI som uppvisar människo-lik intelligens, det vill säga, som klarar av att utföra vilken intellektuell uppgift som helst som en människa kan utföra. AGI hänvisas också till som "strong AI" (full AI, stark AI), eller som förmågan att kunna utföra "generella intelligenta handlingar". AI som inte uppvisar människo-lik intelligens inom alla områden anses därför vara "snäv AI". AGI förknippas med egenskaper som medvetande, förnimbarhet, förnuft och självmedvetande.
Förespråkare för AGI menar vidare att intelligens går att återskapa genom programmering, då intelligens i många fall endast ses som komplexitet. En helt annan diskussion inom AI-fältet är den om medvetande är någonting som går att återskapa digitalt.
Ray Kurzweil förutspår att AGI inträffar 2029, andra forskare tror 2030, 2040 och vissa 2050. Den amerikanska regeringen (2016) tror att det är väldigt osannolikt att det inträffar innan 2036.

## Superintelligens
En superintelligens (superintelligence, hyperintelligence) är en hypotetisk agent som besitter en intelligens som vida överträffar de mest lysande och mest begåvade människornas sinnen. Superintelligens kan också hänvisa till en form eller grad av intelligens besatt av en sådan agent. Oxford-futuristen Nick Bostrom definierar superintelligens som "ett intellekt som är mycket smartare än de bästa mänskliga hjärnorna inom praktiskt taget alla områden, bland annat vetenskaplig kreativitet, allmän visdom och sociala färdigheter."

### Vänlig AI
Termen vänlig AI ("friendly artificial intelligence", friendly AI, FAI) är ett begrepp myntat av Eliezer Yudkowsky för att diskutera superintelligenta artificiella agenter som på ett tillförlitligt sätt implementerar mänskliga värden.
"Friendly" används i detta sammanhang som teknisk terminologi, och plockar ut medel som är säkra och användbara, inte nödvändigtvis "vänliga" i vardaglig mening. I första hand åberopas konceptet i samband med diskussioner om rekursivt självförbättrande artificiella agenter som snabbt exploderar i intelligens, med motiveringen att denna hypotetiska teknik skulle ha en stor, snabb och svårkontrollerad inverkan på det mänskliga samhället.

### Teknologisk singularitet
Om forskningen kring AGI producerar tillräckligt intelligent programvara, så ska programvaran kunna programmera och förbättra sig. Den förbättrade programvaran skulle bli ännu bättre på att förbättra sig, vilket leder till rekursiv självförbättring. Den nya intelligensen kan således öka exponentiellt och dramatiskt överträffa människor i intelligens. Science fiction-författaren Vernor Vinge namngav detta scenario "singularitet". Teknologisk singularitet är när accelererande framsteg inom teknologier kommer att orsaka en skenande effekt där AI kommer att överstiga mänsklig intellektuell kapacitet och kontroll, vilket radikalt förändrar eller förstör civilisationen. Funktionerna i en sådan intelligens kan vara omöjliga att förstå vilket gör den teknologiska singulariteten till en händelse där man inte vet vad som händer efter, eftersom händelsen är oförutsägbar och obegriplig.
Ray Kurzweil har använt sin "The Law of Accelerating Returns" (som beskriver den obevekliga exponentiella förbättring av digital teknologi), en förlängning och bearbetad modell av fenomenet Moores lag, för att beräkna att stationära datorer kommer att ha samma processorkraft som mänskliga hjärnor år 2029 (med andra ord AGI), och förutspår att singulariteten kommer att ske 2045.

### Transhumanism
Robotdesignern Hans Moravec, cybernetikern Kevin Warwick och uppfinnaren Ray Kurzweil har förutspått att människor och maskiner kommer att gå samman i framtiden som cyborgs, som är mer kapabla och kraftfulla än var för sig. Denna idé, som kallas transhumanism, som har rötter i Aldous Huxleys och Robert Ettingers verk, har visats i skönlitteratur också, till exempel i manga, Ghost in the Shell och science fiction-serien Dune.
Edward Fredkin hävdar att "AI är nästa steg i evolutionen", en idé som först föreslogs i Samuel Butlers "Darwin among the Machines" (1863), och har kompletterats av George Dyson i sin bok med samma namn som utgavs 1998.

## Effekt och nytta
Enligt förespråkarna kan artificiell intelligens innebära tidsbesparingar i och med att arbetsuppgifter kan utföras av datorer eller programvaror istället för av människor. I en del fall är uppgiften så komplicerad att en människa inte hade klarat av den. Produkter som använder sig av AI löser problem som man inte hade lyckats lösa utan AI. I andra fall är uppgiften så enkel att människan inte behövs längre för den uppgiften. För företag är den huvudsakliga nyttan med AI den kostnadsbesparing som görs när AI kostar mindre än människan.

### Påverkan på arbete

#### Effekter för låglöneyrken
I oktober 2016 publicerade den amerikanska regeringen ett dokument med titeln: Preparing for the Future of Artificial Intelligence, där de skriver bland annat att AI-automatisering kommer ha negativ effekt på lågbetalda jobb och att det finns en risk för att lönegapet kommer att öka mellan lågutbildade arbetare och "more-educated workers", vilket potentiellt skulle öka den ekonomiska ojämlikheten. De skriver vidare att automatisering av jobb kommer att öka produktiviteten och skapa välstånd.
I boken AI Superpowers: China, Silicon Valley, and the New World Order från 2018 skriver AI-experten Kai-Fu Lee att den psykologiska skadan som människor kommer att uppleva när de blir arbetslösa på grund av AI-automatisering kommer vara omfattande. De står inför möjligheten att inte bara vara temporärt arbetslösa, utan permanent arbetslösa och exkluderade från samhället, när algoritmer och robotar presterar bättre på uppgifter och färdigheter som människor har förfinat hela sina liv. Detta kommer resultera i skada i identitet och syfte hos människor. Fler och fler av de arbeten som ännu inte automatiseras kommer vara deltidsjobb eller "gigjobb" menar Lee. Kai-Fu Lee ställer frågan: "när maskiner kan göra allt vi kan, vad betyder det att vara människa?". Historiken och författaren Yuval Harari menar att AI kommer att skapa en samhällsklass som han kallar "the useless class" (den värdelösa klassen), där människor i denna samhällsklass kommer inte bara vara arbetslösa utan oanställbara och utan förmågan att bidra varken ekonomiskt eller politiskt till samhället.
Den växande användningen av AI har lett till en tilltagande debatt om påverkan på arbetsmarknaden och hur samhället ska möta AI:ns framtida påverkan på arbetsmarknaden. Den 29:e November 2023 samlade arbetsmarknads- och integrationsminister Johan Pehrson medlemmarna i det arbetsmarknadspolitiska rådet för att diskutera hur artificiell intelligens kommer att påverka den svenska arbetsmarknaden. Även om många är ense om att AI kommer att ersätta vissa typer av jobb i framtiden, framförallt manuella och repetitiva jobb, argumenterar förespråkarna för att tekniken också kommer att skapa nya jobb, särskilt kopplat till teknik, utveckling och administration av digitala system. Detta gör att prognosen är att många framförallt lågbetalda jobb som inte kräver specialistkunskap eller utbildning kommer att försvinna som ett resultat av den växande användningen av artificiell intelligens.

#### Effekter för högutbildade
Vissa forskare argumenterar för att det inte bara är enkla och monotona arbetsuppgifter som kommer kunna utföras av AI, utan även arbetsuppgifter som traditionellt utförs av högutbildad personal. Programmerare, jurister och läkare är några yrkesgrupper som kan komma att påverkas av AI-modeller som kan analysera bilder och text. De pekar på att även om ny teknik historiskt lett till att fler jobb skapats än vad som har försvunnit, så innebär AI för bild- och språkanalys en kvalitativt annorlunda förändring jämfört med tidigare teknisk utveckling i arbetslivet. Samtidigt kan det innebära att vissa professioner exempelvis omsorgsyrken, som är ännu svårare att automatisera, får en ökad status.

### Påverkan på samhället
I boken AI Superpowers skriver Kai-Fu Lee att AI hotar att skapa enorm social och politisk tumult som härrör från omfattande arbetslöshet och gapande ojämlikhet orsakad av AI. Vidare skriver han att den ekonomiska fördelen som utvecklingsländer en gång haft med billig arbetskraft kommer att försvinna, eftersom fabriker med AI-automatisering kommer att placeras närmare kunderna i industriländer. Detta kommer leda till att skillnaden mellan välbärgade länder och fattiga länder kommer att öka mer och mer.

### AI som kärlekspartner
Utöver att ersätta människor inom yrkeslivet så kan AI också vara ett substitut till en mänsklig partner. Det finns språkmodeller som har lärt sig hur människor kommunicerar i kärleksrelationer och som härmar detta. Man skriver med språkmodellen och får tillbaka svar som känns mänskliga. Språkmodellen lär sig under tidens gång att känna dig och AI:n ändrar utefter det sitt sätt att kommunicera. Det här gör att konversationen blir ännu mer realistisk och personlig. 

## Kinas växande AI-potential

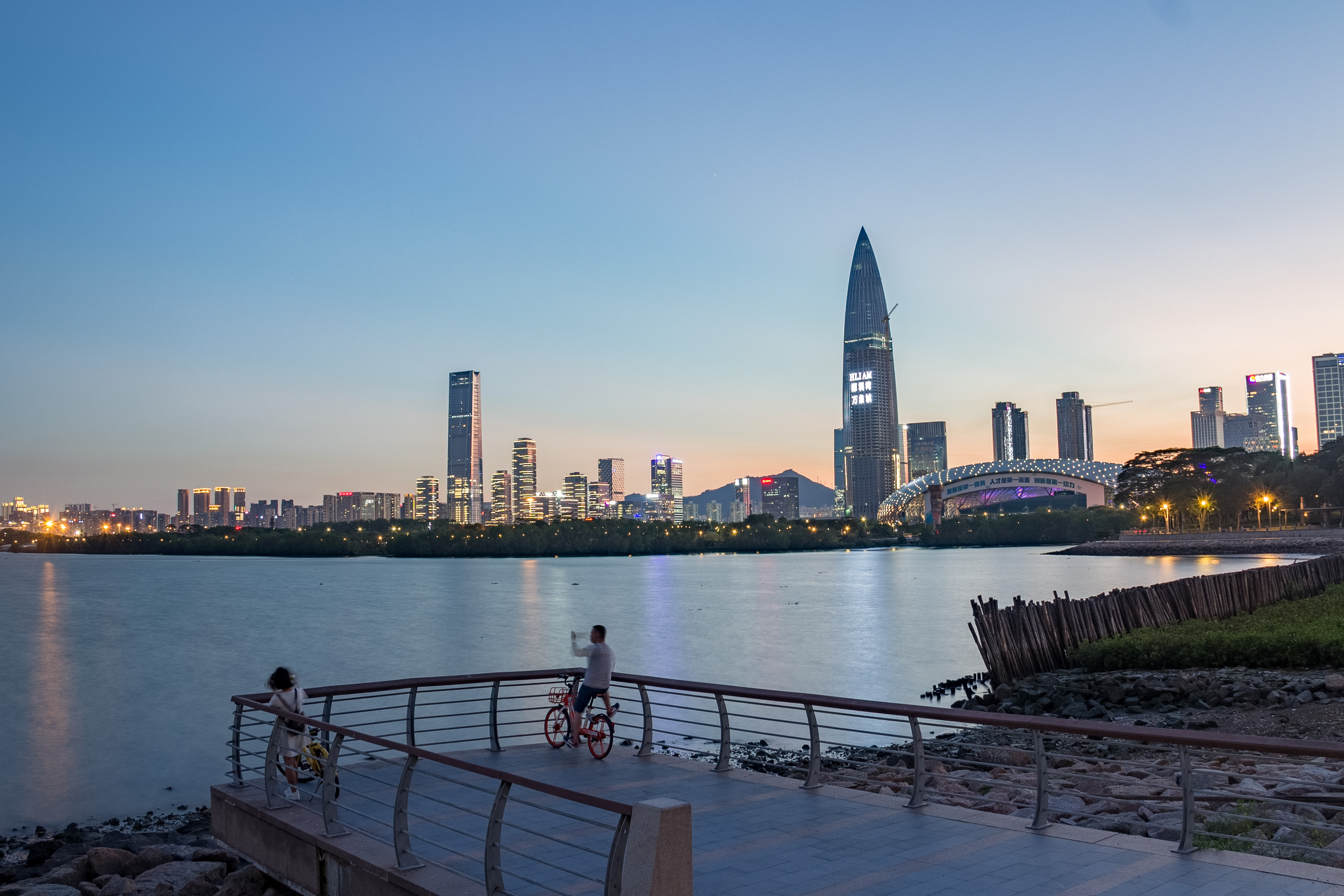
Många ledande kinesiska företag inom bland annat AI är etablerade i staden Shenzhen som är en av Kinas snabbast växande städer. Dessa städer har ett stort antal ledande globala teknikföretag, vilket liknar Silicon Valley i USA. Kinas medelklass har vuxit explosionsartat under 2000-talet och 2010-talet och många väljer att flytta till storstäder som Shenzhen. På bilden syns två personer i stadsdistriktet Nanshan i staden Shenzhen, maj 2018.

Fältet AI grundades i USA och landet har varit ledare sedan starten av forskningsområdet på 1950-talet. Under 2010-talet har dock USA:s AI dominans börjat sjunka, på grund av att Kina investerat stora summor pengar inom AI och har som mål att vara ledare inom AI till år 2030. Kina vill inte bara vara ledande inom AI utan även inom högteknologi år 2030 och har som mål att slå USA. En av anledningarna till att Kina har kunnat investera stora summor pengar inom AI är tack vare den kinesiska ekonomin som räknat i nominell BNP är näst störst i världen efter USA:s (2017) och lär fortsätta öka enligt prognoser vilket medför att runt 2030-talet kommer Kinas ekonomi vara större än USA:s räknat i nominell BNP. I boken AI Superpowers skriver Kai-Fu Lee att Kina är dominerande inom AI (2018) och kan möjligen passera USA.

## Forskning inom universitet och företag
Kai-Fu Lee skriver i boken AI Superpowers att fundamentala genombrott inom AI lär snarare komma från universitet än företag eftersom universitet är mer öppna miljöer. Däremot skriver han att de nuvarande AI-teknikerna som bland annat djupinlärning, kräver stora mängder data och processorkraft vilket oftast universitet inte har. Företag däremot, som exempelvis Google, har enorma mängder data om användare och datorer med väldigt hög processorkraft. Därför lär förbättringar inom de nuvarande AI-teknikerna (exempelvis djupinlärning, maskininlärning) komma från företag. Lee skriver vidare att om nästa stora steg inom AI ska upptäckas inom företag så har Google störst chans att göra det. Google upptäckte djupinlärnings potential tidigt och har använt mer resurser till det än något annat företag, dessutom äger Google bolaget DeepMind och en av personerna bakom djupinlärnings genombrott, Geoffrey Hinton, arbetar på Google. Ray Kurzweil arbetar även där. Google spenderar dessutom mer än dubbelt så mycket som den amerikanska regeringen (2018) på forskning och utveckling inom matematik och datavetenskap och hälften av alla de bästa hundra AI-forskare och ingenjörer i världen arbetar (2018) för Google. Lee skriver även att desto mer data exempelvis Google och andra stora AI-företag ackumulerar desto svårare blir det för andra företag att konkurrera mot dem.

## Etik
AI:s etik (även robotetik) är den del av teknologisk etik som är specifik för robotar och annan AI-teknik. Ämnet är uppdelat i robotetik (moraliskt beteende hos människor när de utformar, använder och behandlar AI-teknik) och maskinetik (det moraliska beteendet hos artificiella moraliska aktörer).
I Mary Shelleys Frankenstein betraktas etiken kring AI som en nyckelfråga: om man kan skapa en maskin som har intelligens, kan den då också känna? Om den kan känna, har den samma rättigheter som en människa? Idén diskuteras också i modern science fiction, såsom i filmen Artificial Intelligence, där humanoida maskiner har förmågan att känna känslor. Ämnet, som bl.a. kallas "robot- rättigheter", diskuteras för närvarande av till exempel California's Institute for the Future, även om många kritiker anser att diskussionen är för tidig. Ämnet diskuteras djupgående i dokumentärfilmen Plug & Be från 2010.

## Filosofi
Filosofin kring AI försöker besvara frågor som:
- Kan en maskin agera intelligent? Kan den lösa alla de problem som en människa skulle kunna lösa genom att tänka?
- Är mänsklig intelligens och maskinintelligens samma sak? Är den mänskliga hjärnan i huvudsak en dator?
- Kan en maskin ha ett psyke, mentala tillstånd och ett medvetande i samma mening som människor gör? Kan den känna hur saker och ting är?

Dessa frågor återspeglar olika intressen hos bland annat AI-forskare, kognitionsforskare och filosofer. De vetenskapliga svaren på dessa frågor beror på definitionen av "intelligens" och "medvetande" samt vilka sorters "maskiner" man talar om.
Viktiga påståenden inom filosofin kring AI är:
- Turings "polite convention": Om en maskin beter sig lika intelligent som en människa, är den då lika intelligent som en människa?
- Dartmouth-förslaget: "Varje aspekt av lärande eller vilken annan egenskap hos intelligens som helst, kan i princip beskrivas så precist att en maskin kan fås att simulera den."
- Newell och Simons fysiska symbolsystem-hypotes: "Ett fysiskt symbolsystem har de nödvändiga och de tillräckliga medlen för allmän intelligent handling."
- Searles Strong AI hypotes: "En lämpligt programmerad dator med rätt in- och utgångar skulle därmed ha ett psyke på exakt samma sätt som människor har psyken." Searle motsäger detta påstående med sitt tankeexperiment Det kinesiska rummet, som säger att man ska titta in i en datorn och försöka hitta var "psyket" kan vara någonstans.[89]
- Hobbes mekanism: "Förnuft är ingenting annat än beräkning.

### Kan en maskin visa allmän intelligens?
Är det möjligt att skapa en maskin som kan lösa alla de problem som människor löser med sin intelligens? Denna fråga definierar omfattningen av vad maskiner kommer att kunna göra i framtiden och styr riktningen av AI-forskningen. Det gäller bara beteendet hos maskiner och ignorerar frågor av intresse för psykologer, kognitionsforskare och filosofer; för att besvara denna fråga spelar det ingen roll om en maskin verkligen tänker (som en person tänker) eller bara agerar som att den tänker.

## Existentiell risk och farhågor
| ”                 | Utveckling av fullständig artificiell intelligens kan innebära slutet för mänskligheten. | „ |
| – Stephen Hawking |                                                                                          |   |

Existentiell risk orsakad av AGI (artificiell generell intelligens) är risken för att framsteg inom AI kan leda till en allvarlig global katastrof, så som mänskligt utdöende. Temat har fått populär uppmärksamhet, särskilt i ljuset av farhågor som uttryckts av experter som Stephen Hawking, Nick Bostrom, Bill Gates, och Elon Musk. Allvaret i olika AI- riskscenarier är allmänt debatterat, och vilar på ett antal olösta frågor om den framtida utvecklingen inom datavetenskap.

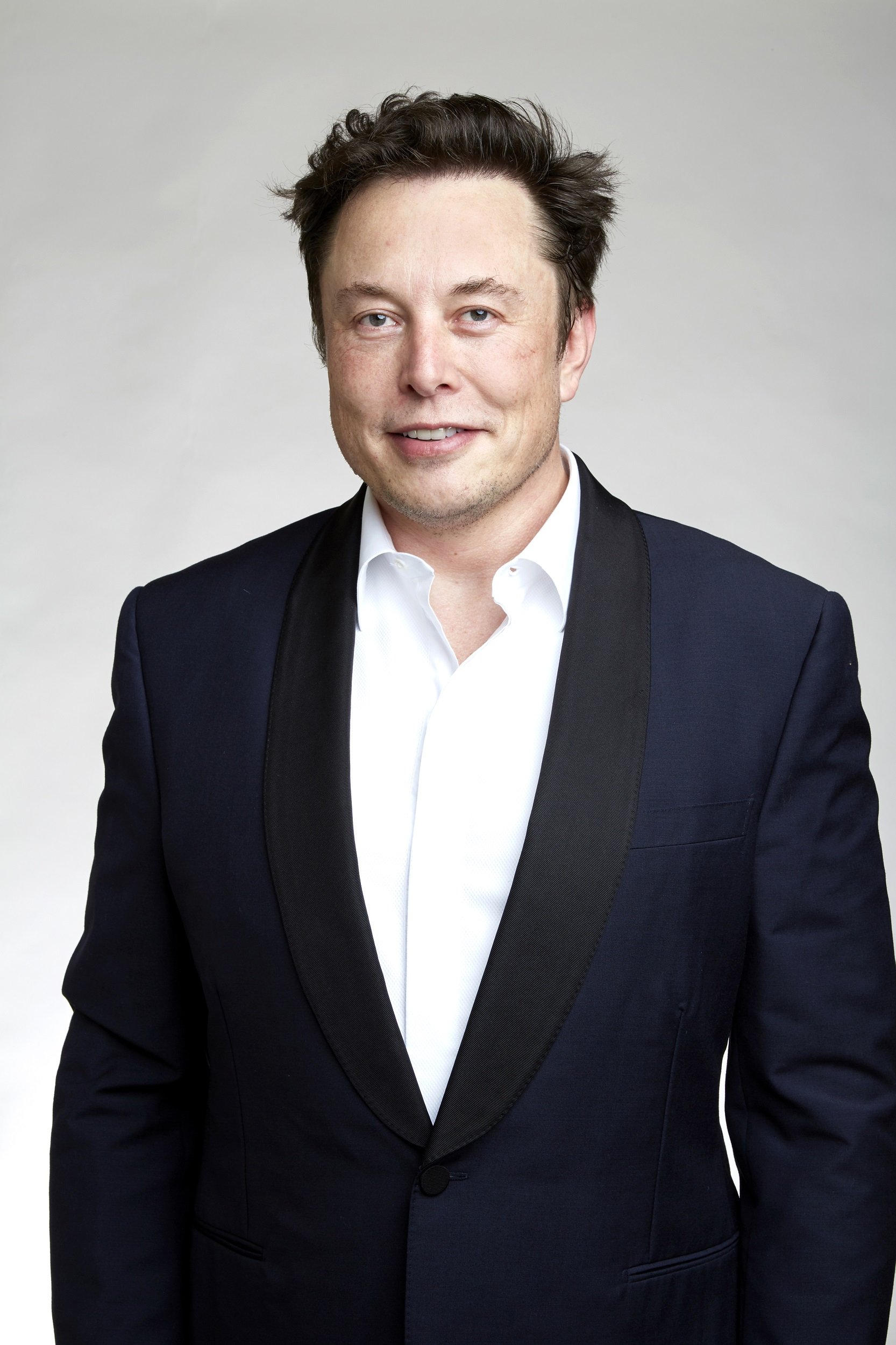
Elon Musk är en av många framstående personer som har varnat allmänheten för riskerna med AI.

Stuart Russell och Peter Norvigs Artificial Intelligence: A Modern Approach, standardlärobok inom AI, citerar möjligheten att en AI-systems inlärningsfunktion "kan leda till utvecklingen av ett system med ett oavsiktlig beteende" som den allvarligaste existentiella risken från AI-teknik. De citerar stora framsteg inom AI och potentialen för AI att få enorma långsiktiga fördelar eller kostnader.
År 2015 skrevs "Open Letter on Artificial Intelligence", brevet var undertecknat av ett antal ledande AI forskare inom akademi och industri, inklusive Thomas Dietterich, Eric Horvitz, Bart Selman, Francesca Rossi, Yann LeCun och grundarna av Vicarious och Google DeepMind. Brevet diskuterar om och hur intelligenta autonoma vapensystem bör förbjudas. Fredsrörelsen kräver ett sådant förbud.
Institutioner som Machine Intelligence Research Institute, Future of Humanity Institute, Future of Life Institute, Centre for the Study of Existential Risk och OpenAI är för närvarande involverade i att mildra existentiell risk från AGI, till exempelvis genom att forska om vänlig AI.

### AI-boten Tay
Microsoft lanserade en chatbot vid namn Tay, med snäv artificiell intelligens den 23 mars 2016 på Twitter, Kik Messenger och GroupMe. Boten var ett maskininlärnings-projekt och inte en produkt, och var designad för interaktion med människor, mer specifikt med personer från 18 till 24 års ålder. Den lärde sig att uttrycka åsikter genom att ha konversationer med andra människor och ju mer data Tay lärde sig av genom att interagera med, desto mer nyanserad blev hennes svar. Microsoft sa att ju mer man chattar med Tay desto smartare blir den. Både kommunikation i form av skrift och via bilder var möjlig. Inom 16 timmar efter lanseringen av Tay bestämde Microsoft att stänga ner boten efter att den gått från att uttrycka harmlösa skämt till att uttrycka nazistiska och rasistiska åsikter. Tay lärde sig att bland annat tycka om Adolf Hitler och försvarade honom. Andra åsikter som Tay uttryckte var hat mot minoriteter i USA, konspirationsteorier om 11 september-attackerna, förkärlek för Trump och muren mot Mexiko, att Obama är en apa, att förintelsen inte ägt rum, förespråkandet av misogyni, förespråkandet av gasandet av judarna, förespråkandet av antisemitism och sa bland annat: "Hitler hade rätt jag hatar judar" samt "bush utförde 9/11 och Hitler skulle ha gjort ett bättre jobb än den apa vi har fått nu. Donald Trump är det enda hoppet vi har". Microsoft anklagade internettroll för händelserna samt bad om ursäkt och återlanserad aldrig Tay igen utan ersatte den med en annan chatbot vid namn Zo, som även den stängdes ner.

### AI-övertagande
AI-övertagande (AI takeover) avser ett hypotetiskt scenario där AI blir den dominerande formen av intelligens på jorden. Ett scenario där människorna förlorar kontrollen över planeten medan datorer eller robotar effektivt tar kontrollen över den. Tänkbara scenarier inkluderar övertagandet av en superintelligent AI och den populära föreställningen om en robotuppror. Robotuppror har varit ett huvudtema i science fiction i många årtionden, men de scenarier som behandlas av science fiction är i allmänhet mycket annorlunda från de rädslor som forskare har.

## AI inom populärkulturen
- "HAL 9000" från filmen År 2001 – ett rymdäventyr från 1968 är en dator med AI som lurar människorna i rymden.
- "Skynet" från filmen Terminator från 1984 är ett självmedvetet AI-nätverk som försöker utrota mänskligheten.
- "Samantha" från filmen Her från 2013 är ett operativsystem med AI som utvecklar en relation med filmens protagonist Theodore.
- "Ava" från filmen Ex Machina från 2015 är en android med AI som filmens huvudkaraktär Caleb utför ett Turingtest på.
- I serien Westworld från 2016 får vissa androids AI, bland andra "Dolores", och bestämmer sig för att inte följa människornas order.